# Sifu
Een Sifu of Shifu is een meester (師傅) in en leraar van Chinese zelfverdedigingskunsten en vechtsporten zoals het Kung Fu en Tai chi. De sifu heeft zelf vele jaren training ondergaan in de verdedigingskunst waarin hij onderwijs geeft.
De titulatuur sifu is er een van respect: de leerling noemt zijn leraar sifu omdat hij hem respecteert. Jezelf tot sifu benoemen wordt in de Chinese traditie niet gewaardeerd.
In Chinese fictie, zoals kung fu films, is de sifu tot (bijna) bovenmenselijke prestaties in staat, doordat hij een grote controle heeft leren te krijgen over de energie (Qi) in zijn lichaam en deze zeer gericht kan toepassen.
In de oude traditie van de Chinese verdedigingskunsten gebruikt men geen uiterlijke kenmerken, of is men zeer terughoudend, om een niveau van expertise aan te duiden. Dit in tegenstelling tot de Japanse traditie waar men een systeem van gekleurde banden gebruikt.